# The Bloody Beetroots

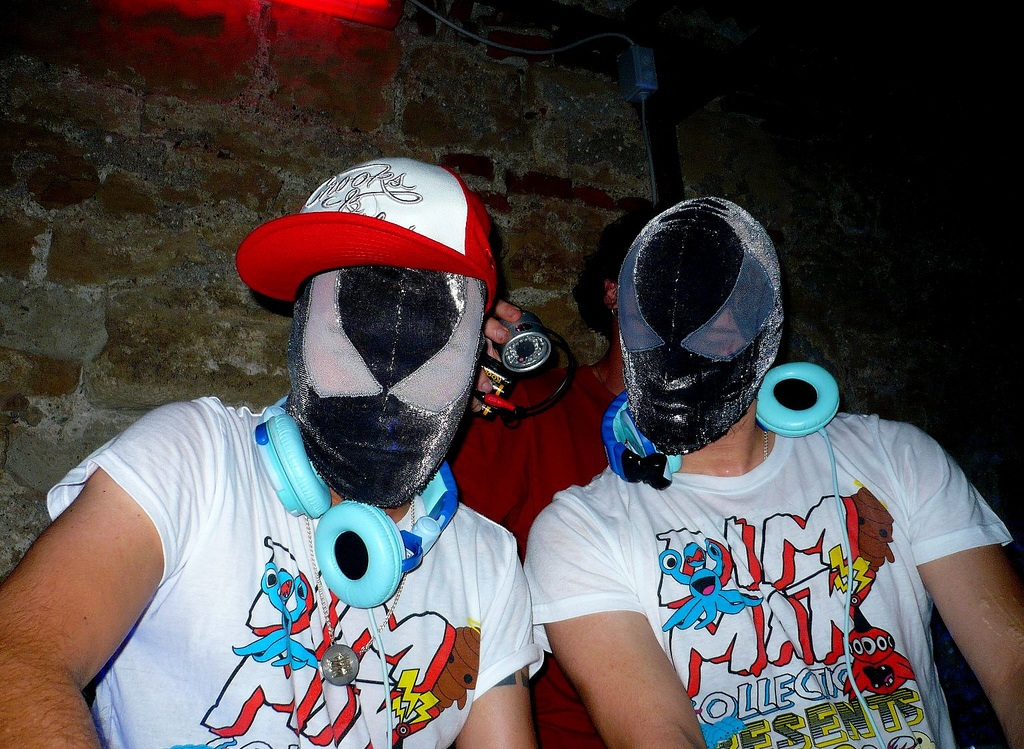
The Bloody Beetroots, 2008

The Bloody Beetroots is een dj-duo van Italiaanse afkomst dat in Los Angeles woont. Sir Bob Rifo is de bekendste van de twee. The Bloody Beetroots vallen te klasseren onder electro.
Hun bekendste nummer is WARP 1.9, dat ze samen met Steve Aoki maakten, onder zijn label Dim Mak Records. Verder produceerden zij nummers als Cornelius, Butter en verschillende remixen van bekende artiesten. Zo maakten zij een remix van Miscommunication, een nummer van Timbaland. The Bloody Beetroots staan ook bekend om de opvallende maskers waarmee zij optreden.